# Lahnsattel (Gemeinde St. Aegyd)

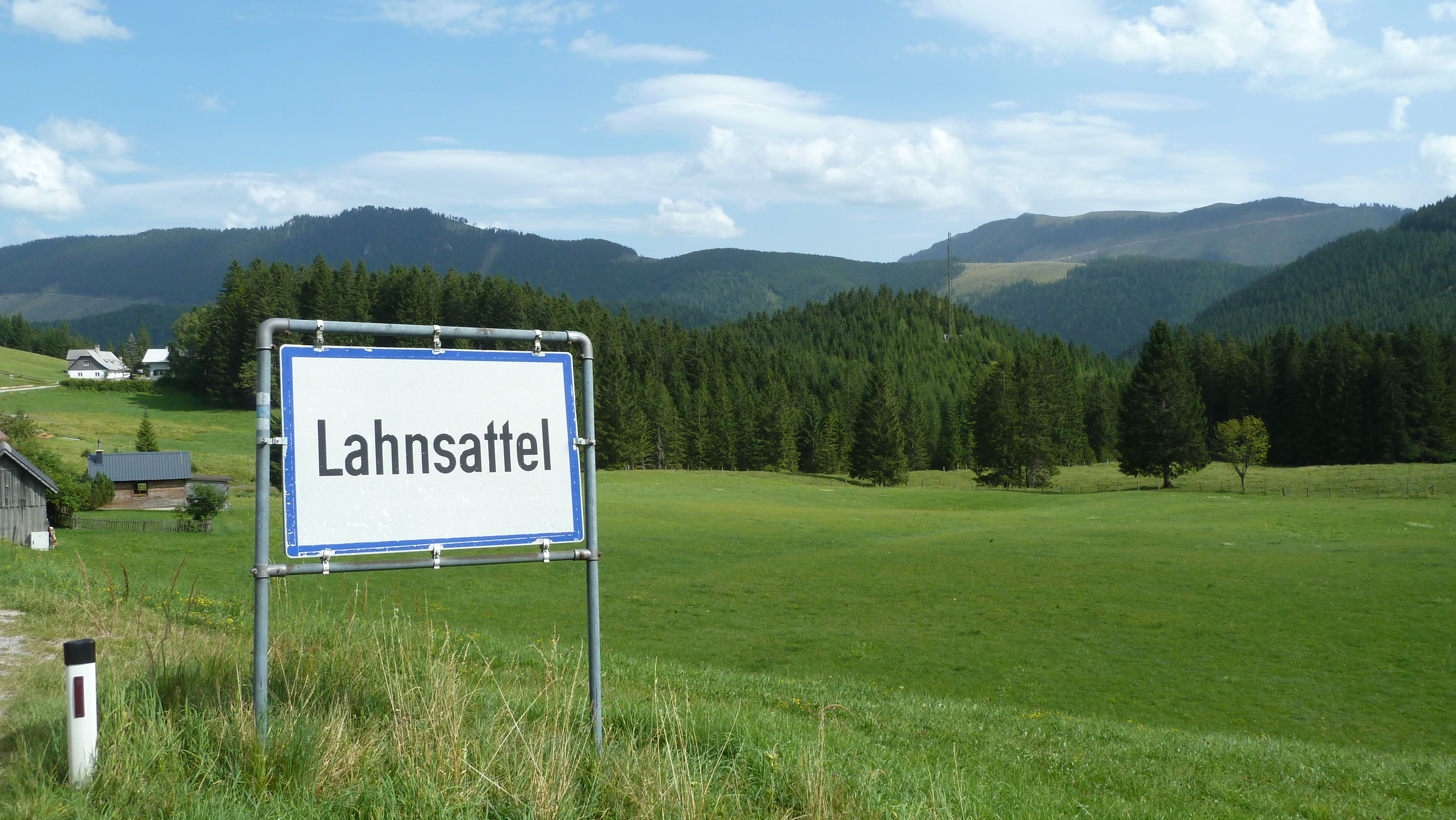
Blick von der Lahnsattelstraße auf Ort, Mitterberg (links) und Hohes Waxenegg (rechts)

Lahnsattel ist ein Ort am gleichnamigen Lahnsattel in Niederösterreich wie auch Ortschaft der Gemeinde St. Aegyd am Neuwalde im Bezirk Lilienfeld.

## Geographie
Die Ortslage befindet sich 27½ Kilometer südwestlich von Lilienfeld und 23 Kilometer nordwestlich von Mürzzuschlag.
Sie befindet sich am  Lahnsattel (1015 m ü. A.), dem Pass zwischen oberstem Mürztal bei Frein an der Mürz und dem obersten Salzatal bei Mariazell-Halltal, am Südfuß des Göllers (1766 m ü. A.). Südlich erhebt sich die 1523 m ü. A. hohe Wildalpe. Beide Berge werden zu den Mürzsteger Alpen gezählt, respektive der Göller zu den Niederösterreichischen Kalkalpen und die Wildalpe zur  Hochschwabgruppe der Obersteirischen Kalk- und Schieferalpen.

### Ort und Ortschaft Lahnsattel
Die Rotte Lahnsattel liegt etwa einen Kilometer östlich der Passhöhe auf etwa 940 m ü. A. auf der Mürztaler Seite des Sattels, direkt an der steirischen Landesgrenze. Der Ort umfasst knapp 25 Gebäude entlang der Lahnsattel Straße (B23).
Zur Ortslage im weiteren Sinne (Adressbereich) gehören auch die Rotte Donaudörfl unterhalb, talauswärts das Haus bei Kaltwagl, und auch die verlassene Ortslage Gscheidl an der Gscheidlhöhe nach Schwarzau östlich, zusammen um die 40 Adressen.
Die Ortschaft Lahnsattel umfasst weiters die Rotte Neuwald mürztalauswärts, wie auch den Ort Terz westlich des Lahnsattels an der Salza (von dem auch Häuser zu Mariazell gehören), sowie das Göllerhaus. Das sind insgesamt gut 80 Gebäude mit etwas über 100 Einwohnern.
Der Ort Lahnsattel liegt etwa 50 Höhenmeter oberhalb des Kriegskoglbachs. Im Süden des Ortes ist das Gelände flach, im Norden und Osten ziehen einige Gräben von der Südflanke des Göllers herab: der Lahngraben und bei Donaudörfl Hintereck- und Saugraben. Letzterer hat seinen Ursprung am Waldhütsattel (1266 m ü. A.) zwischen Göller und Gippel-Massiv (1699 m ü. A.), von wo ein Karrenweg nach Westen zum Göllerhaus führt, sowie ein Steig nordwärts nach Kernhof hinunter.
Zwischen Kaltwagl und Neuwald kommen Stille Mürz (von Gscheidl) und Kalte Mürz zur Mürz zusammen.
Zum 10 Kilometer nordwestlich hinter dem Göller-Gippel-Zug liegenden Hauptort St. Aegyd bildet die Rotte Lahnsattel eine orographische Exklave, die nur über die zwei Pässe Kernhofer Gscheid (Salzagebiet) und Lahnsattel (Mürzgebiet), mit gut 20 Straßenkilometern Distanz – um den Göller herum – erreichbar ist. Die Grenzen zu den steirischen Ortschaften ergeben sich dadurch, dass in diesem Raum die Landesgrenze den Bachläufen folgt. Durch seine abgeschiedene Lage hat der Ort auch eine „steirische “Postleitzahl (8…).

### Nachbarorte und -ortschaften

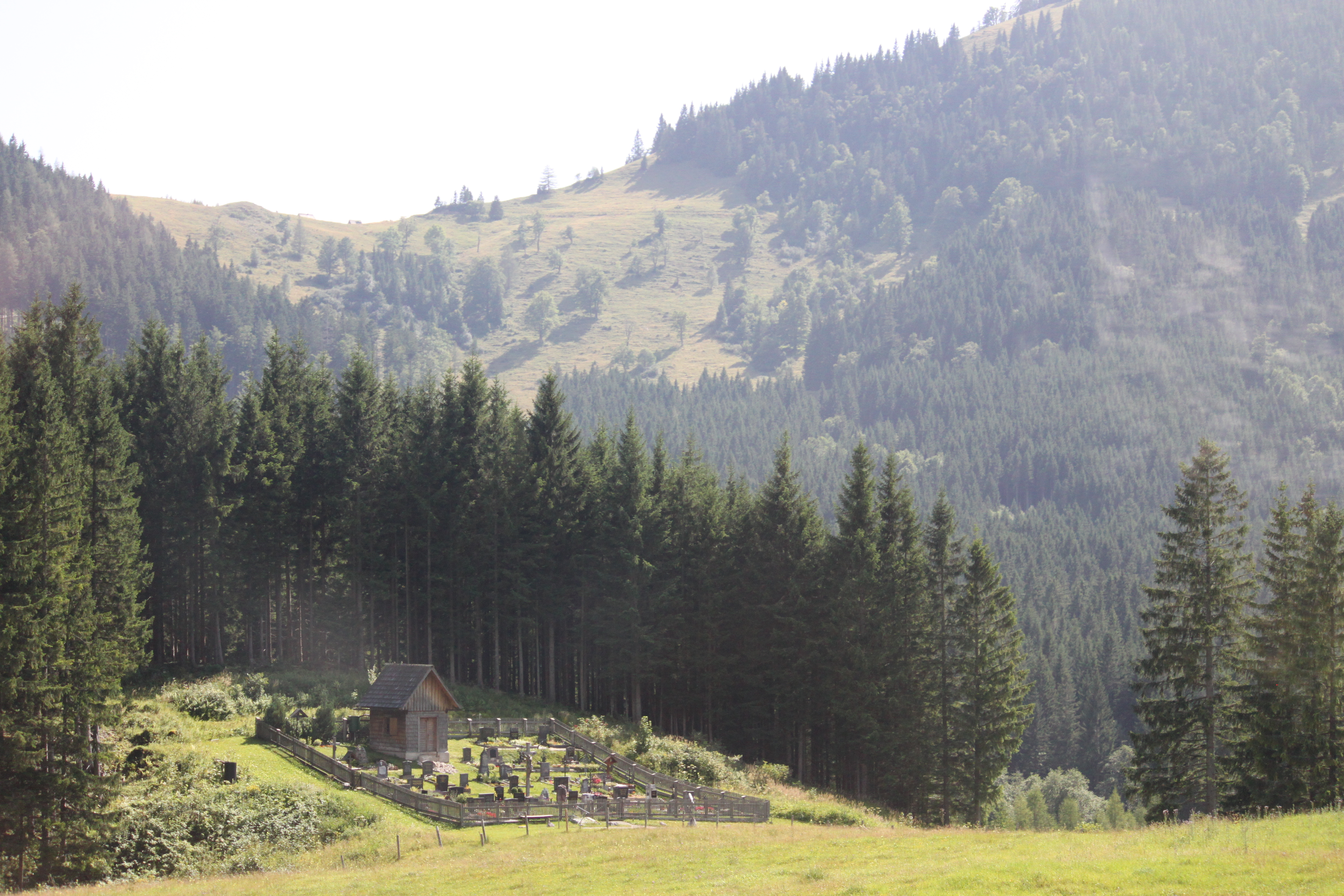
Ortsfriedhof Lahnsattel, hinten die Sulzrieglalm an der Wildalpe

| Ulreichsberg (O)Gscheid ∗                                           | Göller                                      | Kernhof (O)                      |
| Terz (Gem. St. Aegyd a.N. u. Mariazell) Halltal (O, Gem. Mariazell) | Kompassrose, die auf Nachbargemeinden zeigt | Donaudörfl                       |
| (beide Bez. Bruck-Mürzzuschlag, Stmk)                               | Frein an der Mürz (O, Gem. Mürzsteg)        | Kaltwagl (Gem. Mürzsteg) Neuwald |

∗ Gscheid gehört noch zur Ortschaft Kernhof

## Geschichte und Sehenswürdigkeiten
Die Herrschaftsgründe waren ein alter landesfürstlicher Jagdbann, einer der größten Dominikalbesitzungen im seinerzeitigen Österreich. Von der forstlichen Verwaltung rührt auch der Verlauf der Verwaltungsgrenzen in den Tälern her.
1783 wurde hier mit der Holzarbeit begonnen, davor war die Gegend gänzlich unbesiedelt, und nur in Terz stand ein Haus. Die ersten Häuser am Lahnsattel entstanden in den 1780er Jahren.
Der Schwemmmeister Georg Huebmer (Hubmer), der „Raxkönig“, hatte zu der Zeit begonnen, im seinerzeit Hoyos’schen Schwarzau Holz in großen Stil an die Innerberger Hauptgewerkschaft und dann auch nach Wien zu verliefern. Als die Wälder des Naßwald-Gebietes erschöpft waren, musste Huebmer in immer weiter entfernt liegende Wälder im Einzugsgebiet der Mürz wechseln. In den 1810er Jahren erhielt er die kaiserliche Genehmigung, hier im Herrschaftswald zu schlägern.
Der in Gosau am Dachstein, im Salzkammergut, geborene Holzunternehmer holte dann auch eine geschlossene Gruppe von Holzknechten aus seinem Heimatort zu sich und siedelte sie in Lahnsattel und Ulreichsberg an. Zum Abschluss dieser Besiedlung umfasste der Ort 25 Keuschen und hatte 130 Einwohner.
Die Gosauer waren lange Zeit Geheimprotestanten gewesen, die sich erst durch das Josephinische Toleranzpatent von 1781 frei bewegen konnten, und waren dann als gute Waldarbeiter gesucht. Die Salzkammergutler siedelten am Lahnsattel, während später zugewanderte katholische Leute, darunter vom Hochwasser 1830 geschädigte aus dem Donautal, das Donaudörfl begründeten. Auch an der Gscheidlhöhe, wo Huebmer einen Schwemmtunnel ins Schwarzauische sprengen ließ und einen Holzaufzug anlegte, entstand zu der Zeit ein kleines Dorf, Gscheidl, mit Schule und Gasthaus.
Die kulturellen Unterschiede der beiden Orte hielten sich noch lange. Die evangelischen Holzknechtfamilien sprachen sich als Zeichen der Zusammengehörigkeit untereinander nur mit dem Taufnamen an, die Donaudörfler wurden mit ihrem Familiennamen angeredet. Bis heute sehenswert ist auch der kleine, abgelegene Ortsfriedhof der Lahnsattler, während die Donaudörfler und Neuwalder nach Frein eingepfarrt waren.
Im späten 19. Jahrhundert förderte Kaiser Franz Joseph dann auch das Pilgerwesen nach  Mariazell, und der Alpenverein markierte 1893 den Zellersteig Gscheidlhöhe – Lahnsattel aus. Seinerzeit war das Verlassen des Weges aber noch streng verboten. Heute führt über Lahnsattel der Ostast des Österreichischen Weitwanderweges 06, der Mariazellerweg.
Das Ende der Waldarbeit kam nach dem Ersten Weltkrieg, zu der Zeit wurde auch der Ort Gscheidl sukzessive aufgegeben, und die Ortschaft um den Lahnsattel ist seither von starker Abwanderung betroffen: Lebten 1910 hier noch über 370 Menschen, sankt die Einwohnerschaft unter 200 in den 1960er Jahren und beträgt heute nur mehr um 100. Noch in den letzten 20 Jahren verlor der Ort fast ein Fünftel ihrer Bevölkerung.
Vom einstigen Urwald zwischen Gscheidl und Donaudörfl (dem Neuwald) ist nur ein Rest verblieben, der Urwald Neuwald, auch Lahnsattler Urwald genannt. Sonst ist die Gegend an der Stillen Mürz heute Forst ohne Besonderheit.
Der Lahngraben, und mit ihm Sattel und Ort, erhielt seinen Namen nach der häufigen Zugbahn von Lawinen (mundartlich Lahn). Der Lahnsattel trägt seinen Namen nicht zu Unrecht: Die Region weist schneereiche Winter auf, und die Ortslage ist oft von Lawinenabgängen betroffen. Am 17. Jänner 1844 verschüttete eine Staublawine zwei Häuser mit insgesamt elf Personen. Nach drei Tagen konnte eine Frau lebend geborgen werden. Am 18. Jänner 1878 ging eine 150 Meter breite Lawine vom Göller nieder, die 13 Menschen in den Tod riss und das am Sattel situierte Gasthaus Höchbauernhaus spurlos verschwinden ließ. Bis heute ist die Lahnsattelstraße des Öfteren wegen Lawinengefahr gesperrt.
Der Ort ist ein günstiger Ausgangspunkt zur Ersteigung des Göllers, auf den etliche verschieden schwere Aufstiege möglich sind.
Direkt beim Ort liegt das Kaltenbachloch, eine Quellhöhle.

## Persönlichkeiten
Familie Fasching  Maria, Mitzi und Fritz Fasching wurden 1991 von der Holocaustgedenkstätte Yad Vashem als Gerechte unter den Völkern ausgezeichnet
| EHzgt. Österr. | Krld. Österr. u.d.Enns (Österr.- Ugrn.) | Krld. Österr. u.d.Enns (Österr.- Ugrn.) | Krld. Österr. u.d.Enns (Österr.- Ugrn.) | Krld. Österr. u.d.Enns (Österr.- Ugrn.) | Krld. Österr. u.d.Enns (Österr.- Ugrn.) | Bld. Niederösterreich (1./2. Rep. Österr.) | Bld. Niederösterreich (1./2. Rep. Österr.) | Bld. Niederösterreich (1./2. Rep. Österr.) | Bld. Niederösterreich (1./2. Rep. Österr.) | Bld. Niederösterreich (1./2. Rep. Österr.) | Bld. Niederösterreich (1./2. Rep. Österr.) | Bld. Niederösterreich (1./2. Rep. Österr.) | Bld. Niederösterreich (1./2. Rep. Österr.) |
| 1751           | 1869                                    | 1880                                    | 1890                                    | 1900                                    | 1910                                    | 1923                                       | 1951                                       | 1961                                       | 1971                                       | 1981                                       | 1991                                       | 2001                                       | 2011                                       |
| −              | 385                                     | 342                                     | 311                                     | 290                                     | 376                                     | 347                                        | 252                                        | 210                                        | 176                                        | 163                                        | 123                                        | 105                                        |                                            |
| 1              | 59                                      | 53                                      | 50                                      | 49                                      | 55                                      | 56                                         | 62                                         | 62                                         | 72                                         | 78                                         | 79                                         | 83                                         | 86                                         |